# Corneliu Diaconovici
Corneliu Diaconovici (Diaconovich) (n. 18 februarie 1859, Bocșa Montană – d. 17 august 1923, Reșița) a fost un publicist român din Banat, redactor și director al mai multor ziare și reviste. A fost prim secretar al Asociațiunii transilvane pentru literatura română și cultura poporului român (Astra) și redactor principal al Enciclopediei române, prima enciclopedie românească.

## Biografie
S-a născut pe data de 18 februarie 1859, în localitatea Bocșa Montană din Banatul românesc, fiu al lui Adolf Diaconovici și a Adelaidei Kostiha. A fost botezat în biserica greco-catolică „Pogorârea Sfântului Spirit” din localitate, de către preotul-paroh Ioan Berceanu. Părinții lui Corneliu Diaconovici au fost nașii de botez ai Fericitului Episcop Martir Dr. Valeriu Traian Frențiu, dar și ai tuturor copiilor familiei preotului Ioachim Frențiu (tatăl episcopului), fapt consemnat în Registrul botezaților din  Parohia greco-catolică din Reșița, aflat la Arhivele Naționale din Caransebeș.  Corneliu Diaconovici  a urmat școala primară la Viena și Reșița, apoi școala secundară la Lugoj, Carei și Timișoara. Studiile superioare le urmează la Oradea și Budapesta, unde se licențiază în drept în 1880. Întors în Banat, profesează avocatura ca stagiar la Lugoj. Începe să corespondeze cu numeroase reviste și ziare românești, maghiare și germane. În 1883, Corneliu Diaconovici obține diploma de doctor în drept de la Universitatea din Budapesta.

## Activitatea publicistică
Din 1884, pentru aproape un an, a fost redactorul ziarului Viitorul, organ al Partidului Moderat Român. În iulie 1885 editează la Budapesta revista Romänische Revue, specializată în articole și studii despre istoria politică și culturală a românilor. După numai un an, mută revista la Reșița, unde o publică până la 1885, când decide să o mute la Viena. Publicarea ei continuă în capitala austriacă până la sfârșitul anului 1892. În 1893 o publică la Sibiu, iar în anul următor la Timișoara. Tot la Timișoara fondează și organizează în 1894 ziarul Dreptatea, fiind director pentru un an. În 1895 a fost numit director al revistei Transilvania din Sibiu, revistă oficială a asociației Astra.
În calitate de director al revistei Transilvania a importantei organizații culturale românești Astra, i se încredințează de aceasta din urmă, redactarea și coordonarea Enciclopediei Române, prima enciclopedie românească, apărută în 3 volume. Enciclopedia Română a fost publicată la Sibiu, în 1898, la editura și tipografia lui W. Krafft. În afară de Corneliu Diaconovici, prim secretar al Astrei, publicist și lexicograf, la redactarea Enciclopediei au participat și personalități cu pregătire tehnică, precum Nicolae Teclu, Petre S. Aurelian, Alfons Oscar Saligny.